# یوهان هاینریش شرودر
یوهان هاینریش شرودر (به آلمانی: Johann Heinrich Schröder) (زاده ۱۲ دسامبر ۱۷۸۴ - درگذشته ۲۸ ژوئن ۱۸۸۳) کارآفرین، بازرگان و بانکدار آلمانی-بریتانیایی بود، که در سال ۱۸۰۴ شرکت سرمایه‌گذاری شرودرز را تأسیس نمود.